# 月老 (電影)
《月老》，是一部於2021年上映的臺灣愛情喜劇奇幻電影，改編自九把刀的同名小說。由九把刀親自執導兼編劇，柯震東、宋芸樺、王淨、馬志翔主演。該片入圍《第58屆金馬獎》，包括劇情長片及改編劇本等11項獎項的提名，並最終收獲最佳音效、最佳造型設計、最佳視覺效果。

## 劇情
慘遭雷擊而死的「阿綸」石孝綸（柯震東飾）來到陰間，生前所有的記憶歸零。他必須做出選擇：投胎轉世變成蝸牛或是擔任神職、累積陰德再轉世為人。阿綸決定成為月老，他與個性爆衝的Pinky搭檔，來到人間執行任務，當阿綸遇見狗狗阿魯以及他的主人小咪時，他前世的記憶都回來了，因為小咪就是他生前的摯愛。阿綸希望能幫助陽間的小咪尋得新的姻緣，但每一條綁在小咪手上的紅線竟然都被燒毀。
同一時間從陰間前往人間的鬼頭成，展開腥風血雨的復仇行動，找上五百年前背叛且殺害了自己的盜賊兄弟。當阿綸還在為小咪綁不上紅線而雀躍時，鬼頭成卻將小咪視為下一個要復仇的目標。最後，阿倫幫小咪找到了對象。

## 演員

### 主要演員
| 演員              | 角色                 | 介紹 |
| 柯震東            | 石孝綸（阿綸）       | 全心全意愛著小咪，小學那年便發下豪語要娶小咪，但就在她答應求婚的那刻，他卻突然遭到雷擊而離開人世。其實前世作為蟬時曾經被鬼頭成拯救過，最後成功感化了鬼頭成。但因為小咪已身受重傷，為了保護小咪，用魂魄化成的紅線將她交給了國小同學，因為氣力耗盡而被送去投胎。                                                             |
| 宋芸樺            | 洪菁晴（小咪）       | 在國小五年級時和阿綸相識，面對阿綸的猛烈追求，讓她從不為所動到漸漸被阿綸的真心感動，然而突如其來的雷擊事件改變了一切。是五百年前鬼頭成義妹的轉世，因共謀背叛，在這世成為鬼頭成追殺的對象。 |
| 王淨              | 黃文姿（Pinky）      | 生前遭到渣男陷害致死，到了陰間和阿綸一起搭檔月老，漸漸在陽間出任務的過程中對他產生愛意，後來因愛生妒跑去告密，並與阿綸一同被打入井底，和解後一同前去拯救小咪。在投胎後紅線成功跟阿綸綁在一起。 |
| 馬志翔            | 鬼頭成               | 前牛頭，五百年前雲南的山賊，因遭到兄弟背叛而背負沉重的怨恨，日漸強大的他放不下復仇念頭，被卸除了職務並打入井底，在被打落井底前將念珠藏在了厲鬼身體裡。成功逃出後便取回念珠前往人間復仇。當阿綸還在為小咪綁不上紅線而雀躍時，他卻將小咪視為下一個要復仇的目標，但因為阿綸想起了前世的恩惠並向他道謝，讓他最後成功放下仇恨。 |
| Akita             | 阿魯                 | 遭到壞小孩欺負時被還是小孩子的阿綸所救，後來被小咪飼養長大的狗，在阿綸死去後一直陪著小咪，死後更幫助阿綸和Pinky從井底逃脫。 |
| 拉卡·巫茂         | 閻羅王               | 陰間的最高統治者，平時一副流浪漢的裝扮；在五百年前曾給了鬼頭成牛頭的職位。 |
| 都拉斯 （洪勝德） | 馬面                 | 陰間守護神，個性果敢、武斷，擅長八卦打聽術，掌握著陰陽兩界的資訊流通，與牛頭負責維護兩界的秩序；因鬼頭成脫逃而來到人間追捕，最後為阻止鬼頭成在人間墮落成魔，放棄投胎的機會，以自身作為代價封住了鬼頭成。 |
| 陸明君            | 牛頭                 | 陰間守護神，個性冷靜、機智，擅長逮捕格鬥技，嫉惡如仇且正氣凜然，與馬面共同維護人鬼兩界的秩序。因鬼頭成脫逃而來到人間追捕他，因為同樣都是牛頭而三番兩次勸說未果，最後為阻止鬼頭成在人間墮落成魔，放棄投胎的機會，以自身作為代價封住了鬼頭成。                                                                               |
| 侯彥西            | 菜刀猛男 (月老班長)  | 月老團成員、輪胎印女搭檔、帶領阿綸一夥人熟悉月老工作的學長，幫Pinky牽上了與阿綸來世的紅線。 |
| 陳妤              | 輪胎印女（月老班長） | 月老團成員、菜刀猛男搭檔，帶領阿綸一夥人熟悉月老工作的學姊，幫Pinky牽上了與阿綸來世的紅線。 |
| 張再興            | 阿興仔（流氓甲）     | 月老團成員、海龜小女孩搭檔 |
| 陳昭妃            | 可憐海龜小女孩       | 月老團成員、阿興仔搭檔 |
| 琦琦（羅綺雯）    |                      | |
| 陳冠豪            |                      | |
| 蔡承儒            |                      | |
| 阮今天            | 演唱會歌手           | |
| 夏紫薇            |                      | |
|                   |                      | |

### 特別演出
| 演員   | 角色               | 介紹                                                                     |
| 蔡昌憲 | 獸醫               | 小咪和阿綸的國小同學，因為阿綸的紅線撮合保住了小咪性命，最後跟小咪結婚。 |
| 林志儒 | 小咪的爸爸         |                                                                          |
| 陳睿瑋 | 頑皮鬼             | 月老試驗中的套紅線目標                                                   |
| 徐華謙 | 賭博大叔           | 被鬼頭成附身                                                             |
| 六月   | 死神               | 帶領阿綸來到陰間的死神                                                   |
| 劉容嘉 | 影片主播           | 陰間導覽影片的主播                                                       |
| 禾浩辰 | 阿湯               | Pinky前男友，利用瓦斯殺死Pinky來詐領保險金。                             |
| 蔡凡熙 | 保齡球館外的小混混 | 遭猥褻之機車的車主                                                       |
| 鄧育凱 | 保齡球館外的小混混 | 機車車主的朋友                                                           |
| 張立昂 | 小咪的大學同學     | 小咪大學男友                                                             |
| 林智文 | 城隍兵班長         | 企圖阻止鬼頭成越獄失敗，反而被殺得魂飛魄散。                             |
| 王紹荻 | 鬼頭成腳替         |                                                                          |
| 洪偉舜 | 鬼頭成手替         |                                                                          |
| 姬文謙 | 阿綸屍替           |                                                                          |

### 其他演員
| 演員                 | 角色               | 介紹                                                   |
| 劉奕兒               | 馬賊小妹           | 小咪五百年前的前世、鬼頭成的義妹                       |
| 王興洪               | 馬賊老二           | 鬼頭成五百年前的兄弟                                   |
| 劉協敏               | 馬賊老三           | 鬼頭成五百年前的兄弟                                   |
| 萬忠諺               | 馬賊老四           | 鬼頭成五百年前的兄弟                                   |
| 楊宗昇               | 馬賊老五           | 鬼頭成五百年前的兄弟                                   |
| 洪毓璟               | 阿湯的損友         |                                                        |
| 王釩豪               | 阿湯的損友         |                                                        |
| 柯耀宗（柯爸）       | 投胎老先生         | 石孝綸前世                                             |
| 李秀珍（柯媽）       | 投胎老太太         | 洪菁晴前世                                             |
| 劉芳芸               | 投胎女鬼           |                                                        |
| 陳家珮               | 投胎女鬼           |                                                        |
| 黃栩薇               | 紙紮女（厲鬼）     | 引誘Pinky成為厲鬼從而向阿湯報仇，被阿綸及時制止。      |
| 王宥謙               | 被附身的小學生     | 被鬼頭成附身，鬼頭成500年前的兄弟之一轉世              |
| 金美滿               | 被附身的賣魚大嬸   | 被鬼頭成附身，鬼頭成500年前的兄弟之一 老二第13回的轉世 |
| 李秀紗               | 收驚婆婆           | 幫小咪收驚的廟婆                                       |
| 黃略耕               | 宅男               | 人間電動遊樂場裡，電梯口前的宅男                       |
| 謝天明               | 抽菸老人           |                                                        |
| 陳彩玉               | 公園老奶奶         |                                                        |
| 葛丞                 | 高中生             | 在麵店吃麵的男高中生                                   |
| 王鵬琳               | 瓦斯壯漢           | 扛瓦斯的壯漢                                           |
| Kimi（陳希瑀）       | 女外送員           | 騎機車外送Uber Eats                                    |
| 鍾岳軒               | 外送客人           |                                                        |
| Parron Calvo Alberto | 倒垃圾的外國人     |                                                        |
| 李泓駒（SAVI）       | 小時候的阿綸       |                                                        |
| 李虹靚（Annabelle）  | 小時候的小咪       |                                                        |
| 蔡哲文               | 籃球場找碴的青少年 |                                                        |
| 洪群鈞               | 找碴青少年的友人   |                                                        |
| 陳少卉               | 轉世石孝綸         | 在獸醫診所相遇許容青                                   |
| 許戎青               | 轉世Pinky          | 在獸醫診所相遇陳少卉                                   |
| 徐聖凱               | 蔡哲文的球友       | 跟蔡哲文打籃球都會贏                                   |
| 阮今天               | 演唱會歌手         | 哪裡熱鬧就開演唱會                                     |

## 發行
《月老》於2021年7月8日在第25屆韓國富川國際影展開幕片首映。並陸續入選台北電影節開幕片(2021年9月23日上映)、美國德州奧斯汀奇幻影展並入圍第58屆金馬獎最佳劇情長片等11項大獎。本片於2022年4月2日於Disney+獨家上線。

### 票房
台灣方面，2022年3月底至上映串流媒體Disney+前獲得2億票房。
| 上一届： 《永恆族》 | 2021年台北週末票房冠軍 第48-50週 | 下一届： 《蜘蛛人：無家日》 |

## 電影歌曲
2022年3月10日發表〈如果可以〉的韓文版歌曲〈만약〉，由Sasa改編九把刀的歌詞。韋禮安在完全不懂韓文的狀況下，看著英文拼音錄音，由精通韓文與中文的配唱製作人Oliver Kim 金東炫協助指正發音。
| 曲别         | 歌名                                          | 演唱者    | 作詞                      | 作曲                 |
| 中文版主題曲 | 如果可以                                      | 韋禮安    | 九把刀                    | 韋禮安、JerryC       |
| 韓文版主題曲 | 만약                                          | 韋禮安    | Sasa                      | 韋禮安、JerryC       |
| 日文版主題曲 |                                               | 韋禮安    | 藤井麻由（AKB48 Team TP） | 韋禮安、JerryC       |
| 插曲         | ド・キ・ド・キ モーニング (Doki Doki☆Morning) | BABYMETAL | NAKAMETAL                 | のりぞー・村カワ基成 |

## 獎項紀錄
| 頒獎日期       | 類別                        | 獎項             | 入圍者／作品                           | 結果 |
| 2021年11月27日 | 金馬獎                      | 最佳劇情長片     | 《月老》                               | 提名 |
| 2021年11月27日 | 金馬獎                      | 最佳男配角       | 馬志翔                                 | 提名 |
| 2021年11月27日 | 金馬獎                      | 最佳改編劇本     | 九把刀                                 | 提名 |
| 2021年11月27日 | 金馬獎                      | 最佳攝影         | 周宜賢                                 | 提名 |
| 2021年11月27日 | 金馬獎                      | 最佳音效         | 高偉晏、朱仕宜                         | 獲獎 |
| 2021年11月27日 | 金馬獎                      | 最佳美術設計     | 王誌成                                 | 提名 |
| 2021年11月27日 | 金馬獎                      | 最佳造型設計     | 林欣宜、蕭百宸、劉顯嘉                 | 獲獎 |
| 2021年11月27日 | 金馬獎                      | 最佳動作設計     | 楊志龍                                 | 提名 |
| 2021年11月27日 | 金馬獎                      | 最佳視覺效果     | 嚴振欽                                 | 獲獎 |
| 2021年11月27日 | 金馬獎                      | 最佳原創電影音樂 | 侯志堅                                 | 提名 |
| 2021年11月27日 | 金馬獎                      | 最佳原創電影歌曲 | 《如果可以》（九把刀、韋禮安、JerryC） | 提名 |
| 2022年2月14日  | 2021 yahoo!奇摩搜尋人氣大獎 | 爆紅電影獎       | 《月老》                               | 獲獎 |
| 2022年5月15日  | 台灣影評人協會獎            | 最佳影片         | 《月老》                               | 提名 |
| 2022年5月15日  | 台灣影評人協會獎            | 最佳導演         | 九把刀                                 | 提名 |
| 2022年5月15日  | 台灣影評人協會獎            | 最佳劇本         | 九把刀                                 | 提名 |
| 2022年5月15日  | 台灣影評人協會獎            | 最佳男演員       | 柯震東                                 | 提名 |
| 2022年5月15日  | 台灣影評人協會獎            | 最佳女演員       | 宋芸樺                                 | 提名 |
| 2022年7月9日   | 台北電影獎                  | 最佳劇情長片     | 《月老》                               | 提名 |
| 2022年7月9日   | 台北電影獎                  | 最佳導演         | 九把刀(柯景騰)                         | 獲獎 |
| 2022年7月9日   | 台北電影獎                  | 最佳編劇         | 九把刀(柯景騰)                         | 提名 |
| 2022年7月9日   | 台北電影獎                  | 最佳男主角       | 柯震東                                 | 獲獎 |
| 2022年7月9日   | 台北電影獎                  | 最佳男配角       | 馬志翔                                 | 提名 |
| 2022年7月9日   | 台北電影獎                  | 最佳美術設計     | 王誌成                                 | 提名 |
| 2022年7月9日   | 台北電影獎                  | 最佳造型設計     | 林欣宜                                 | 提名 |
| 2022年7月9日   | 台北電影獎                  | 最佳聲音設計     | 高偉晏、朱仕宜                         | 提名 |
| 2022年7月9日   | 台北電影獎                  | 最佳視覺效果     | 嚴振欽、罡風創意映像有限公司           | 獲獎 |
| 2022年7月9日   | 台北電影獎                  | 最佳配樂         | 侯志堅                                 | 提名 |
| 2022年7月9日   | 台北電影獎                  | 傑出技術         | 特效化妝：蕭百宸、劉顯嘉               | 提名 |
| 2022年7月17日  | 香港電影金像獎              | 最佳亞洲華語電影 | 《月老》                               | 提名 |

## 書籍
| 發售日期       | 書名                       | 出版社           | 作者   | ISBN                   |
| 2021年11月5日  | 《月老（新版）》           | 春天出版國際文化 | 九把刀 | ISBN 978-957-7414-77-9 |
| 2021年11月17日 | 《月老（電影書衣奇幻版）》 | 春天出版國際文化 | 九把刀 | EAN 472-0211-01801-9   |
| 2021年11月17日 | 《月老（電影書衣純愛版）》 | 春天出版國際文化 | 九把刀 | EAN 472-0211-01802-6   |
| 2021年12月8日  | 《月老（金馬慶功奇幻版）》 | 春天出版國際文化 | 九把刀 | EAN 472-0211-11001-0   |

## 外部連結
- 月老的Facebook專頁
- 月老的Instagram帳戶
- YouTube上的月老頻道
- 互联网电影数据库（IMDb）上《月老》的资料（英文）
- 台灣電影網上《月老》的資料（繁體中文）
- 月老 （页面存档备份，存于） - Disney+